# كافيادارسا
كافيادارسا ((بالسنسكريتية: काव्यादर्श)‏، Kāvyādarśa) لكاتبه داندين هو أقدم معالجة منهجية للشاعرية في اللغة السنسكريتية.

## المحتويات
ينقسم هذا العمل إلى ثلاث فصول تسمى باريتشيدا (pariccheda) في معظم الطبعات المطبوعة، ما عدا واحدة، حيث يتم تقسيم الفصل الثالث في الإصدارات الأخرى إلى فصلين اثنين. تحتوي معظم الطبعات المطبوعة على 660 بيت شعري ما عدا واحدة بها 663 بيت. في كتابه كافيادارسا، جادل داندين بأن جمال القصيدة مشتق من استخدامها للأدوات البلاغية – وقد بين ستة وثلاثين نوعًا منها. كان من أكبر المؤيدين لجونابراستانا، الرأي القائل بأن الشعر يحتاج إلى صفات أو فضائل مثل شليشنا (shleshha) أي الفكاهة، وبراسادا (prasaada) أي الصلاح، وسماتعا (samataa) أي التشابه، ومادهوري (maadhurya) أي الجمال، وأرثابياكتي (arthavyakti) أي التفسير، وأخيرا أوجاه (ojah) أي النشاط. يتألف الشعر من وجود إحدى هذه الصفات أو مزيج منها.

## التأثير
تمت ترجمة كافيادارسا في العصور القديمة إلى الكانادية والسنهالية والبالية والتاميلية والتبتية، وربما أثرت أيضًا على الشعر الصيني المنظم. تم اقتباسه على نطاق واسع من قبل علماء اللغة السنسكريتية القدامى ، بما في ذلك أبايا ديكستا (1520-1592)؛ أدرج تقريبا في مجملها في الأطروحات الشعرية التي كتبها الملك بوخا من ذر (ص. 1011-1055).